# Liste des présidents des Canaries
Cet article dresse la liste des titulaires du poste de président du gouvernement des Canaries depuis l'approbation du décret-loi du 17 mars 1978, établissant le régime de pré-autonomie des Îles Canaries.

## Liste
| Président | Président                 | Dates                                                          | Parti | Remarque |
| --------- | ------------------------- | -------------------------------------------------------------- | ----- | --- |
|           | Jerónimo Saavedra         | 10 juin 1983 - 3 août 1987 (4 ans, 1 mois et 24 jours)         | PSOE  | |
|           | Fernando Fernández Martín | 3 août 1987 - 3 janvier 1989 (1 an et 5 mois)                  | CDS   | Échec d'un vote de confiance le 29 novembre 1988                                                               |
|           | Lorenzo Olarte            | 3 janvier 1989 - 12 juillet 1991 (2 ans, 6 mois et 9 jours)    | CDS   | Seul président jamais élu lors d'élections régionales                                                          |
|           | Jerónimo Saavedra         | 12 juillet 1991 - 5 avril 1993 (1 an, 8 mois et 24 jours)      | PSOE  | Premier président à faire deux mandats non consécutifs Renversé par une motion de censure le 30 mars 1993      |
|           | Manuel Hermoso            | 5 avril 1993 - 17 juillet 1999 (6 ans, 3 mois et 12 jours)     | CC    | Premier président à faire deux mandats consécutifs Gouvernement minoritaire soutenu par le PP à partir de 1995 |
|           | Román Rodríguez           | 17 juillet 1999 - 5 juillet 2003 (3 ans, 11 mois et 18 jours)  | CC    | Coalition avec le PP                                                                                           |
|           | Adán Martín               | 5 juillet 2003 - 13 juillet 2007 (4 ans et 8 jours)            | CC    | Coalition avec le PP jusqu'en 2005                                                                             |
|           | Paulino Rivero            | 13 juillet 2007 – 9 juillet 2015 (7 ans, 11 mois et 26 jours)  | CC    | Coalition avec le PP jusqu'en 2010 Coalition avec le PSOE entre 2011 et 2015                                   |
|           | Fernando Clavijo          | 9 juillet 2015 - 16 juillet 2019 (4 ans et 7 jours)            | CC    | Coalition avec le PSOE jusqu'en 2017                                                                           |
|           | Ángel Víctor Torres       | 16 juillet 2019 – 14 juillet 2023 (3 ans, 11 mois et 28 jours) | PSOE  | Coalition avec NC, Podemos et le ASG                                                                           |
|           | Fernando Clavijo          | depuis le 14 juillet 2023 (1 an, 7 mois et 8 jours)            | CC    | Coalition minoritaire avec le PP et AHI                                                                        |